# Spomenik talcem, Gramozna jama v Ljubljani
Spomenik talcem v Gramozni jami (zahodno od ljubljanskih Žal na Tomačevski ulici) je (bil) najbolj znan spomenik, posvečen 124 talcem, ki jih je tu usmrtil (sprva italijanski, nato pa nemški) okupator med drugo svetovno vojno.

## Opis
Spomenik se nahaja v okviru spomeniškega kompleksa, katerega je leta 1955 zasnoval arhitekt Vinko Glanz in je bil odprt leta 1957.
Sam bronast spomenik, ki upodablja umirajočega talca, je izdelal leta 1967 kipar Boris Kalin. Izdelal ga je v poenostavljeno realističnem slogu, pri čemer ima individualizirano glavo, medtem ko se telo giblje v vse smeri. Za razliko od takrat popularnega socialističnega realizma se je Kalin uprl na antično herojsko goloto.
Leta 2003 je bila Gramozna jama, s spomeniškim kompleksom in kipom, razglašena za kulturni spomenik lokalnega pomena.
V noči iz 22. na 23. september 2011 so neznanci ukradli kip, ki je neprecenljive vrednosti in edinstven; trenutno ni znano, če obstajajo kalupi, v katerem so vlili kip. Konec oktobra istega leta so policisti razkrili podrobnosti: dva osumljenca sta odrezala bronasti kip, ga nato razrezala in nato posamezne dele prodala trgovcem z odpadnimi kovinami; policija je odkrila in zasegla nekaj delov kipa.
Mestna občina Ljubljana je napovedala, da bodo originalne dele restavrirali in kip nato prestavili v Muzej in galerije mesta Ljubljane, medtem ko bodo na spomenik namestili kopijo kipa.